# Bernhard Schott

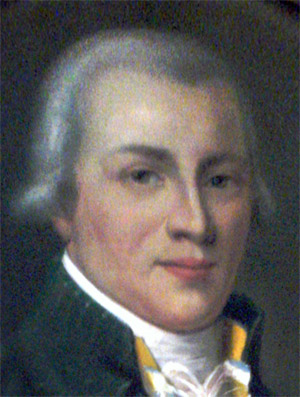
Bernhard Schott (um 1780)

Bernhard Schott (* 9. August 1748 in Eltville am Rhein; † 26. April 1809 auf dem Sandhof bei Heidesheim am Rhein) war ein deutscher Musikverleger.

## Leben
Bernhard Peter Schott, Sohn eines Bäckers, studierte in Mainz und erwarb 1769 den Grad eines Magister artium. Er erhielt eine Ausbildung zum Klarinettisten und betrieb seit 1770 in Mainz den Verkauf von Musikalien. Später war Schott Klarinettist in einer Straßburger Militärkapelle und gründete 1773, als Hofmusikstecher vom Kurfürsten 1780 privilegiert, einen Musikverlag in Mainz, der später als B. Schott’s Söhne weltbekannt wurde. 1806 kaufte er den Sandhof, um hier eine Papiermühle zu errichten. Schott nutzte als erster Musikverleger 1799 die Lithographie für den Notendruck.
Sein Geschäft, die „Großherzoglich-hessische Hofmusikalienhandlung“ B. Schott & Söhne, übergab er an seine Söhne Andreas Schott (1781–1840) und Johann Joseph Schott (1782–1855), die Zweigstellen in Antwerpen und Brüssel gründeten. Das Stammhaus in Mainz leitete später Bernhard Schotts Enkel, Franz Philipp Schott, bevor es durch Vererbung an Ludwig Strecker überging.